# Bravo (chaîne de télévision américaine)
Pour les articles homonymes, voir Bravo.
Bravo est une chaîne de télévision américaine, disponible sur le câble et le satellite, appartenant au groupe NBCUniversal. Lancée le 1er décembre 1980 et à l'origine orientée cinéma et beaux-arts, la chaîne a aujourd'hui une programmation essentiellement composée de téléréalités et de talk-shows, et s'adresse à un public féminin sur une tranche d'âge 25-54 ans.
Le siège social de Bravo est situé dans le GE Building à New York. Andy Cohen, personnalité emblématique de la chaîne, animateur du late-night show Watch What Happens Live et créateur du concept The Real Housewives, est vice-président des programmes et de la production de la chaîne. Selon Nielson Ratings, la chaîne Bravo était accessible en juin 2013 dans 95 millions de foyers.

## Programmation
Bravo est productrice de ses propres programmes. Composée essentiellement de téléréalités, sa programmation comprend :

### Actuellement
- Projet haute couture (2004-2008, depuis 2019)
- Top Chef (depuis 2006)
- Les Real Housewives d'Orange County (depuis 2006)
- Million Dollar Listing Los Angeles (depuis 2006)
- Les Real Housewives de New York (depuis 2008)
- Les Real Housewives d'Atlanta (depuis 2008)
- Les Real Housewives du New Jersey (depuis 2009)
- Watch What Happens Live (depuis 2009)
- Les Real Housewives de Beverly Hills (depuis 2010)
- Les Real Housewives de Miami (2011-2013, depuis 2023)
- Vanderpump Rules (depuis 2013)
- Married to Medecine (depuis 2013)
- Below Deck : La Vie à Bord (depuis 2013)
- Southern Charm (depuis 2014)
- Les Real Housewives de Potomac (depuis 2016)
- Below Deck Méditerranée (depuis 2016)
- Summer House (depuis 2017)
- Below Deck : Sailing Yacht (depuis 2020)
- Les Real Housewives de Salt Lake City (depuis 2020)
- Winter House (depuis 2021)
- Southern Hospitality (depuis 2022)
- Summer House: Martha's Vineyard (depuis 2023)
- Dancing Queens (depuis 2023)
- Below Deck : Australie (depuis 2023)
- Couch Talk with Captain Lee and Kate (depuis 2023)
- Luann & Sonja: Welcome to Crappie Lake (depuis 2023)
- The Valley (depuis 2024)

#### Séries télévisées
- Breaking News (en) (2002)
- Keen Eddie (burn-off d'une série de Fox, 2004)
- Girlfriends' Guide to Divorce[1] (2014[2]–2018)
- Odd Mom Out (en)[3] (2015[4]–2017)
- Imposters[5] (2017[6]–2018)
- Dirty John (en)[7] (2018[8], saison 2 sur USA Network)

### Anciennement
- Les Real Housewives de Dubai (2022-2024)